# Odwód inżynieryjny
Odwód inżynieryjny - element ugrupowania bojowego(operacyjnego); część sił i środków inżynieryjnych, pozostających w dyspozycji właściwego dowódcy, przewidziana do zastąpienia pododdziałów (oddziałów) inżynieryjnych w toku działań, do wzmocnienia zgrupowań wojsk na głównych (ważniejszych) kierunkach oraz do wykonania zadań, jakie mogą wyniknąć w toku operacji (walki).